# La Tronosa
La Tronosa es un corregimiento ubicado en el distrito de Tonosí en la provincia panameña de Los Santos. En el año 2010 tenía una población de 637 habitantes y una densidad poblacional de 7,4 personas por km².

## Geografía física
De acuerdo con los datos del INEC el corregimiento posee un área de 86,4 km².

## Demografía
De acuerdo con el censo del año 2010, el corregimiento tenía una población de unos 637 habitantes. La densidad poblacional era de 7,4 habitantes por km². 